# Copa LEN de waterpolo femenina
La Copa LEN de waterpolo femenina (en anglès, LEN Euro Cup Women), anomenada anteriorment Recopa d'Europa entre 1999 i 2004, és la segona competició europea de clubs femenins de waterpolo, creada la temporada 1999-00. De caràcter anual, és organitzada per la Lliga Europea de Natació.

## Historial
| En negreta = Equip guanyador (1) = Nombres de títols 1-1 = Marcador campió-subcampió (p.) = Penaltis Nota. Noms dels equips segons l'època |

| Edició | Temporada | Data                                                        | Guanyador                                                   | Resultat                                                    | Finalista                                                   | Seu                                                         | refs  |
| ------ | --------- | ----------------------------------------------------------- | ----------------------------------------------------------- | ----------------------------------------------------------- | ----------------------------------------------------------- | ----------------------------------------------------------- | ----- |
| I      | 1999-00   |                                                             | Gifa Palermo (1)                                            | 14–8                                                        | NO Vouliagmeni                                              |                                                             |       |
| II     | 2000-01   |                                                             | SKIF Moscou (1)                                             | 10–8                                                        | Dunaújvarós                                                 |                                                             |       |
| III    | 2001-02   | N/D                                                         | Gifa Palermo (2)                                            | lligueta (5-3)                                              | SKIF Moscou                                                 | Palerm                                                      | [ 2 ] |
| IV     | 2002-03   |                                                             | NO Vouliagmeni (1)                                          |                                                             | SKIF Moscou                                                 |                                                             |       |
| V      | 2003-04   |                                                             | Ortigia (1)                                                 |                                                             | Uralochka Zlatoust                                          |                                                             |       |
| VI     | 2004-05   |                                                             | Ortigia (2)                                                 |                                                             | NO Vouliagmeni                                              |                                                             |       |
| VII    | 2005-06   |                                                             | Budapest Honvéd SE (1)                                      | 8–3                                                         | Glyfada                                                     |                                                             |       |
| VIII   | 2006-07   |                                                             | Racing Roma (1)                                             | 12–8                                                        | Nereus Zaandam                                              |                                                             |       |
| IX     | 2007-08   |                                                             | Racing Roma (2)                                             | 10–9                                                        | Olympiakos                                                  |                                                             |       |
| X      | 2008-09   | N/D                                                         | Shturm Ruza (1)                                             | 11–12 / 14–11                                               | Dunaújvarós                                                 | Final a doble partit                                        |       |
| XI     | 2009-10   | N/D                                                         | Ethnikos (1)                                                | 13–12 / 17–13                                               | Yugra                                                       | Final a doble partit                                        |       |
| XII    | 2010-11   | N/D                                                         | Rapallo (1)                                                 | 12–5 / 12–3                                                 | Het Ravijn                                                  | Final a doble partit                                        |       |
| XIII   | 2011-12   | N/D                                                         | RN Imperia (1)                                              | 12–13 / 5–7                                                 | Yugra                                                       | Final a doble partit                                        |       |
| XIV    | 2012-13   | N/D                                                         | Shturm Ruza (2)                                             | 10–17 / 14–11                                               | SKIF Moscou                                                 | Final a doble partit                                        |       |
| XV     | 2013-14   |                                                             | Olympiakos (1)                                              | 10–9                                                        | Firenze                                                     |                                                             |       |
| XVI    | 2014-15   |                                                             | RN Imperia (2)                                              | 8–7                                                         | Plebiscito Padova                                           |                                                             |       |
| XVII   | 2015-16   | 17-04-2016                                                  | La Sirena CN Mataró (1)                                     | 6–5                                                         | NO Vouliagmeni                                              | Piscina del Sorrall, Mataró                                 | [ 3 ] |
| XVIII  | 2016-17   | 21-04-2017                                                  | UVSE Budapest (1)                                           | 7–6                                                         | Plebiscito Padova                                           | Duna Arena, Budapest                                        | [ 4 ] |
| XIX    | 2017-18   | 14-04-2018                                                  | Dunaújvarós (1)                                             | 13–11                                                       | Olympiakos                                                  | Piscina del Sorrall, Mataró                                 | [ 5 ] |
| XX     | 2018-19   | 13-04-2019                                                  | Ekipe Orizzonte (1)                                         | 10–9                                                        | UVSE Budapest                                               | Kirishi                                                     | [ 6 ] |
| XXI    | 2019-20   | Edició no disputada pel risc públic de contagi del COVID-19 | Edició no disputada pel risc públic de contagi del COVID-19 | Edició no disputada pel risc públic de contagi del COVID-19 | Edició no disputada pel risc públic de contagi del COVID-19 | Edició no disputada pel risc públic de contagi del COVID-19 |       |
| XXII   | 2020-21   | 17-04-2021                                                  | Kinef Kirixi (1)                                            | 10–8                                                        | CN Mataró                                                   | Piscina Sant Jordi, Barcelona                               | [ 7 ] |
| XXIII  | 2021-22   | N/D                                                         | Ethnikos (2)                                                | 8–12 / 14–9                                                 | Dunaújvarós                                                 | Dunaújváros / El Pireu                                      | [ 8 ] |
| XXIV   | 2022-23   | N/D                                                         | UVSE Budapest (2)                                           | 8–9 / 9–13                                                  | Ferencvaros                                                 | Budapest / Budapest                                         |       |
| XXV    | 2023-24   | 14-04-2024                                                  | Plebiscito Padova (1)                                       | 10–8                                                        | Pallanuoto Trieste                                          | Piscina Bruno Bianchi, Trieste                              | [ 9 ] |

## Palmarès
| Equip                             | Campió | Subcampió | Finals | Anys campió      | Anys subcampió            |
| --------------------------------- | ------ | --------- | ------ | ---------------- | ------------------------- |
| Gifa Città di Palermo             | 2      | 0         | 2      | 1999-00, 2001-02 | —                         |
| Circolo Canottieri Ortigia        | 2      | 0         | 2      | 2003-04, 2004-05 | —                         |
| Associazione Sportiva Racing Roma | 2      | 0         | 2      | 2006-07, 2007-08 | —                         |
| Shturm Ruza                       | 2      | 0         | 2      | 2008-09, 2012-13 | —                         |
| Rari Nantes Imperia               | 2      | 0         | 2      | 2011-12, 2014-15 | —                         |
| Ethnikos OFPF                     | 2      | 0         | 2      | 2009-10, 2021-22 | —                         |
| SKIF Moscou                       | 1      | 3         | 4      | 2000-01          | 2001-02, 2002-03, 2012-13 |
| Nautikos Omilos Vouliagmeni       | 1      | 3         | 4      | 2002-03          | 1999-00, 2004-05, 2015-16 |
| Dunaújváros                       | 1      | 3         | 4      | 2017-18          | 2000-01, 2008-09, 2021-22 |
| Olympiakos SFP                    | 1      | 2         | 3      | 2013-14          | 2007-08, 2017-18          |
| Plebiscito Padova                 | 1      | 2         | 3      | 2023-24          | 2014-15, 2016-17          |
| UVSE Budapest                     | 1      | 1         | 2      | 2016-17          | 2018-19                   |
| Centre Natació Mataró             | 1      | 1         | 1      | 2015-16          | 2020-21                   |
| Budapest Honvéd SE                | 1      | 0         | 1      | 2005-06          | —                         |
| Rapallo Pallanuoto                | 1      | 0         | 1      | 2010-11          | —                         |
| Orizzonte Catania                 | 1      | 0         | 1      | 2018-19          | —                         |
| Kinef Kirixi                      | 1      | 0         | 1      | 2020-21          | —                         |